# Heinrich Worster
Heinrich Worster (* 27. November 1909 in Osthofen; † 4. Oktober 1963 ebenda) war ein deutscher SS-Hauptsturmführer und als Verwaltungsführer Leiter der Standortverwaltung im KZ Dachau und Majdanek.

## Biografie
Worster, von Beruf Kaufmann, war seit April 1933 Mitglied der NSDAP (Mitgliedsnummer 1.667.492) und SS (Mitgliedsnr. 114.309). Worster gehörte von März 1933 bis Mitte 1934 zur Wachmannschaft des KZ Osthofen. Ab November 1937 war er bei der Lagerkommandantur des KZ Dachau eingesetzt und fungierte dort von Mai 1939 bis Mitte August 1941 als Verwaltungsführer der Standortverwaltung.
Von September 1941 bis zum 7. Juni 1944 war Worster Verwaltungsführer der Standortverwaltung im KZ Majdanek. Worsters Aufgabe im Verwaltungsbereich der Konzentrationslager Majdanek und Dachau war die Beschaffung und Verteilung von Lebensmitteln, Kleidung und Bedarfsmitteln. Er war daher mitverantwortlich für die unzureichende Versorgungslage der Häftlinge in diesen Konzentrationslagern.
Im Verlauf des Juni 1944 wurde er zur 15. Waffen-Grenadier-Division der SS (lettische Nr. 1) versetzt und von dort am 1. Januar 1945 zum Osttürkischen Waffenverband.
Nach Kriegsende wohnte Worster wieder in Osthofen und arbeitete als kaufmännischer Angestellter in einem Weingut in Oppenheim.